# Sean Brady
Sean Brady (Philadelphia, 23 de novembro de 1992) é um lutador americano de artes marciais mistas, atualmente competindo no peso meio-médio do Ultimate Fighting Championship.

## Início
Brady nasceu e foi criado em na Pennsylvania. Enquanto estudava na Swenson Arts and Technology High School e nessa época ele começou a treinar Muay Thai e logo depois fez a transição para o jiu jitsu.

## Carreira no MMA

### Ultimate Fighting Championship
Em sua estreia no UFC, Sean Brady enfrentou o veterano Court McGee em 18 de outubro de 2019 no UFC on ESPN: Reyes vs. Weidman. Ele venceu por decisão unânime.
Brady enfrentou Ismail Naurdiev em 29 de fevereiro de 2019 no UFC Fight Night: Benavidez vs. Figueiredo. Ele venceu por decisão unânime.
Brady enfrentou Christian Aguilera no UFC Fight Night: Smith vs. Rakić em 29 de agosto de 2020. Ele venceu por finalização no segundo round.

## Cartel no MMA
| Cartel no MMA   |             |           |
| 18 lutas        | 17 vitórias | 1 derrota |
| Por nocaute     | 3           | 1         |
| Por finalização | 5           | 0         |
| Por decisão     | 9           | 0         |

| Res.    | Cartel | Oponente             | Método                         | Evento                                    | Data       | Round | Tempo | Local                      | Notas                                   |
| ------- | ------ | -------------------- | ------------------------------ | ----------------------------------------- | ---------- | ----- | ----- | -------------------------- | --------------------------------------- |
| Vitória | 17-1   | Gilbert Burns        | Decisão (unânime)              | UFC Fight Night: Burns vs. Brady          | 07/09/2024 | 5     | 5:00  | Las Vegas, Nevada          |                                         |
| Vitória | 16-1   | Kelvin Gastelum      | Finalização (kimura)           | UFC Fight Night: Dariush vs. Tsarukyan    | 02/12/2023 | 3     | 1:43  | Austin, Texas              | Performance da Noite.                   |
| Derrota | 15-1   | Belal Muhammad       | Nocaute Técnico (socos)        | UFC 280: Oliveira vs. Makhachev           | 22/10/2022 | 2     | 4:47  | Abu Dhabi                  |                                         |
| Vitória | 15-0   | Michael Chiesa       | Decisão (unânime)              | UFC Fight Night: Vieira vs. Tate          | 20/11/2021 | 3     | 5:00  | Las Vegas, Nevada          |                                         |
| Vitória | 14-0   | Jake Matthews        | Finalização (triângulo de mão) | UFC 259: Blachowicz vs. Adesanya          | 06/03/2021 | 3     | 3:28  | Las Vegas, Nevada          |                                         |
| Vitória | 13-0   | Christian Aguilera   | Finalização (guilhotina)       | UFC Fight Night: Smith vs. Rakić          | 29/08/2020 | 2     | 1:47  | Las Vegas, Nevada          | Performance da Noite.                   |
| Vitória | 12-0   | Ismail Naurdiev      | Decisão (unânime)              | UFC Fight Night: Benavidez vs. Figueiredo | 29/02/2020 | 3     | 5:00  | Norfolk, Virginia          |                                         |
| Vitória | 11-0   | Court McGee          | Decisão (unânime)              | UFC on ESPN: Reyes vs. Weidman            | 18/10/2019 | 3     | 5:00  | Boston, Massachusetts      | Estreia no UFC.                         |
| Vitória | 10-0   | Tajuddin Abdul Hakim | Nocaute (socos)                | CFFC 72                                   | 16/02/2019 | 4     | 3:36  | Atlantic City, New Jersey  | Defendeu o Cinturão Meio Médio do CFFC. |
| Vitória | 9-0    | Gilbert Urbina       | Decisão (unânime)              | LFA 49                                    | 14/09/2018 | 3     | 5:00  | Atlantic City, New Jersey  |                                         |
| Vitória | 8-0    | Colton Smith         | Decisão (unânime)              | Shogun Fights: Florida                    | 17/03/2018 | 3     | 5:00  | Hollywood, Florida         |                                         |
| Vitória | 7-0    | Mike Jones           | Finalização (mata leão)        | CFFC 68                                   | 21/10/2017 | 2     | 1:31  | Atlantic City, New Jersey  | Defendeu o Cinturão Meio Médio do CFFC. |
| Vitória | 6-0    | Tanner Saraceno      | Finalização (guilhotina)       | CFFC 65                                   | 20/05/2017 | 1     | 3:36  | Philadelphia, Pennsylvania | Ganhou o Cinturão Meio Médio do CFFC.   |
| Vitória | 5-0    | Chauncey Foxworth    | Nocaute (chute rodado)         | CFFC 60                                   | 06/08/2016 | 1     | 0:57  | Atlantic City, New Jersey  |                                         |
| Vitória | 4-0    | Rocky Edwards        | Decisão (unânime)              | CFFC 56                                   | 27/02/2016 | 3     | 5:00  | Philadelphia, Pennsylvania |                                         |
| Vitória | 3-0    | Aaron Jeffery        | Decisão (unânime)              | CFFC 53                                   | 04/12/2015 | 3     | 5:00  | Philadelphia, Pennsylvania |                                         |
| Vitória | 2-0    | Jake Gombocz         | Decisão (unânime)              | CFFC 48                                   | 09/05/2015 | 3     | 5:00  | Atlantic City, New Jersey  | Estreia nos Meio Médios.                |
| Vitória | 1-0    | Paul Almquist        | Nocaute Técnico (socos)        | CFFC 38                                   | 09/08/2014 | 1     | 0:33  | Atlantic City, New Jersey  | Estreia nos Leves.                      |